# Léto s opicemi
Léto s opicemi (1976, Summer of the Monkeys) je úsměvný, dojemný i dobrodružný román pro mládež s autobiografickými motivy od amerického spisovatele Wilsona Rawlse

## Obsah románu
Hlavním hrdinou a vypravěčem románu je čtrnáctiletý chlapec Jay Berry, který žije se svou rodinou na malé farmě v Oklahomě uprostřed území kmene Čerokíů na Oharské vysočině. Jeho dvojče, sestra Daisy, se narodila s chromou nohou. Rodiče i dědeček s babičkou, kteří poblíž provozují obchod, léta šetří, aby Daisy mohla jít na drahou operaci, díky které by se mohla úplně uzdravit. Jay Berry by si zase přeje poníka a pušku, ale i on ví, že na to rodina nemá peníze.
Jednoho dne jde se svým psem Rowdym na své zamilované místo, do dolíku, ve kterém je téměř džungle. A zde ke svému překvapení objeví opice. Dědeček mu ukáže noviny, kde je článek o tom, že při nehodě cirkusového vlaku uprchly cvičené opice, dvacet osm malých a jeden šimpanz jménem Jimbo. Za jejich nalezení slibují majitelé cirkusu velkou finanční odměnu, a tak se Jay Berry s dědečkem rozhodnou opice pochytat. Tím se poklidné léto promění v řadu trampot.
Opice se prostě nedají chytit. Velký chytrý šimpanz Jimbo totiž vždy malé opičky varuje před každou pastí, kterou pak obratně vybere. Podaří se mu dokonce Jayho Berryho a Rowdyho opít vykvašeným základem pro výrobu whisky z ilegální palírny sousedů a ukrást chlapci kalhoty. Nakonec pomůže náhoda. Krajem se přežene velká bouřka, při které opice prochladnou tak, že zejména ty malé jsou v ohrožení života. Nechají se proto vzít do náručí a zahřát. Pak Jay Berry vezme šimpanze za ruku, odvede jej na farmu a malé opičky je následují.
Jaby Berry brzy obdrží od cirkusu odměnu, sedm set šedesát dolarů. Poník i puška jsou na dosah a chlapec si dokonce již jednoho za pět set dolarů vybere. Pak si však uvědomí, jak je jeho sestra nešťastná a dá všechny peníze mamince a tatínkovi na Daisynu operaci, která jí skutečně pomůže.

## Česká vydání
- Léto s opicemi, Albatros, Praha 2003, přeložila a upravila Monika Vosková.